# Henry Fane Grant
Sir Henry Fane Grant GCVO GCB (* 13. Dezember 1848; †  22. April 1919) war ein britischer Offizier.

## Leben
Henry Fane Grant entstammt dem Geschlecht der Grants of Auchendoun/Auchterblair, einer Nebenlinie des schottischen Clan Grant, die 1732 begründet wurde und auf die Grants of Tullochgorm zurückgeht. Sein Vater, Sir Patrick Grant, war Field Marshal der British Army, seine Mutter Hon. Frances Maria war die Tochter von Hugh Gough, 1. Viscount Gough. Grant trat 1868 durch Kauf eines Offizierspatents als Cornet des 4th (The Queen’s Own) Regiment of Hussars in den Dienst der British Army ein.
Grant diente anschließend in der ägyptischen Armee und erreichte dort den Dienstgrad eines Brevet-Lieutenant-Colonel. Derartige Wechsel zwischen der British Army und den Armeen der Kolonien, Dominions und vom Vereinigten Königreich abhängiger Staaten waren damals durchaus weit verbreitet. Während seiner Dienstzeit in der ägyptischen Armee erhielt Grant den Mecidiye-Orden dritter Klasse. 1881 zum Major befördert war er an der Niederschlagung einer Meuterei unter türkischstämmigen Soldaten ägyptischer Truppenteile beteiligt; ungeachtet der Abhängigkeit von Großbritannien war Ägypten damals formal ein Bestandteil des Osmanischen Reiches. Grant nahm, von den 4th Hussars erneut zur ägyptischen Armee abgestellt,  an der Nile Expedition unter Garnet Wolseley teil. Für seine Verdienste während des Feldzuges wurde er lobend im Heeresbericht erwähnt (Mentioned in Despatches), als Knight Commander des Order of the Bath geadelt und mit dem Stern des Khediven ausgezeichnet.
Grant wurde nach seiner Rückkehr nach Großbritannien zum Inspekteur der Kavallerie (Inspector-General of Cavalry) ernannt. In den britischen Streitkräften war ein Generalinspekteur vorrangig für Ausbildung und Übung der Truppe zuständig, ein Kommando war mit diesem Dienstposten nicht verbunden. Sein Nachfolger auf diesem Posten wurde 1903 General Robert Baden-Powell, der die britische Kavallerie umfassend reorganisierte. Anschließend übernahm Grant das Kommando über die 5th Infantry Division. Diese Division wurde 1807 von Arthur Wellesley, 1. Duke of Wellington aufgestellt und gehörte zu den aktiven Großverbänden der British Army. Nach dem Kommando über die Division wurde Clarke das Kommando über das II Corps übertragen. Dieses Korps sollte aus dem Southern Command für die Verteidigung der britischen Inseln aufgestellt werden. Insgesamt sah die von St John Brodrick, 1. Earl of Midleton 1901 begonnene Reform die Bildung von sechs Korps für die Verteidigung des Vereinigten Königreiches vor, von denen jedoch nur das I. und II. Korps aus regulären Truppen gebildet werden sollte. Die Planungen blieben jedoch Theorie, mit den Haldane-Reformen wurde die aus insgesamt sechs Divisionen gebildete British Expeditionary Force aufgestellt. Grant wurde 1907, nach faktischer Auflösung des Korps, als Lieutenant-General Gouverneur und Oberkommandierender (Governor and Commander-in-Chief) von Malta. Diesen Dienstposten hatte bereits sein Vater, Sir Patrick Grant, von 1867 bis 1872 bekleidet. Im Jahr 1909 trat Henry Fane Grant als General in den Ruhestand. 1909 wurde ihm durch ein königliches Patent die Wohnung des Lieutenant of the Tower of London zugewiesen.
Am 26. Juni 1908 war Grant zum Knight Grand Cross des Order of the Bath erhoben worden.
1898 heiratete Grant Lily Sandys. Grant wurde 1919 bei einer Hasenjagd erschossen.